# Piattaforma di ghiaccio Zubchatyy
La piattaforma di ghiaccio Zubchatyy (67°13′S 49°05′E) è una piccola piattaforma glaciale che costeggia il lato meridionale della penisola Sakellari, nella Terra di Enderby, in Antartide.

## Storia
La piattaforma fu mappata per la prima volta nel 1962 da cartografi russi grazie a rilevamenti e fotografie aeree effettuati negli anni 1961-1962 dalla Spedizione Antartica Sovietica (in russo Советская антарктическая экспедиция, САЭ, Sovyetskaya antarkticheskaya ekspeditziya?).
Il nome russo significa "dentata" e si riferisce alla particolare forma dentellata del fronte del ghiaccio visto dall'alto.